# Isabel Correa
Isabel Correa o Rebeca Correa (Lisboa, c. 1655-Ámsterdam, c. 1700) fue un poeta judía sefardí neerlandesa que escribió en lengua castellana, miembro de la comunidad de marranos hispano-portugueses que se formó en la capital neerlandesa en el siglo XVII. Junto a Isabel Henríquez, fue una de las pocas poetas judías activas en los Países Bajos antes del siglo XIX. Fue considerada la poeta más bella del mundo.

## Biografía
Correa nació en una familia conversa en Lisboa. Posteriormente residió en Bruselas, Amberes y finalmente Ámsterdam. Allí pudo abrazar abiertamente su judaísmo y adoptó el nombre hebreo de Rebeca. Se convirtió en una figura importante de la comunidad judía portuguesa de la ciudad.
Fue la segunda esposa del cosmógrafo y escritor Nicolás Oliver Fullana (Daniel Judá) de Mallorca. Correa también era amiga del poeta Daniel Levi de Barrios, cuyo Coro de las Musas ella y su marido elogiaron en verso. Sobre ella, de Barrios escribió:

Era una lingüista consumada, escribía cartas deliciosas, compuso versos exquisitos, tocaba el laúd como un maestro y cantaba como un ángel. Sus brillantes ojos negros lanzaban dardos penetrantes al corazón de cada espectador, y era famosa tanto por su belleza como por su intelecto.

## Obra

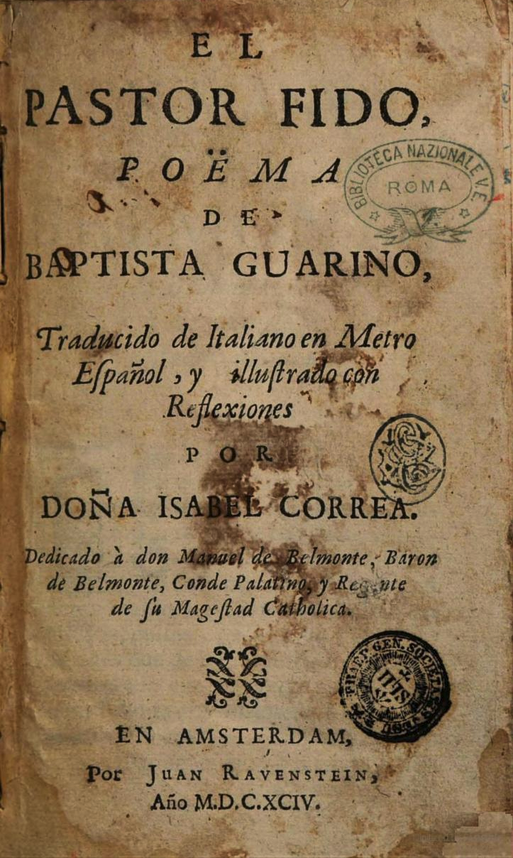
Portada de El pastor Fido (1694).

Su principal obra literaria es una traducción métrica al español, acompañada de notas explicativas, de Il pastor fido ('El pastor fiel') de Giovanni Battista Guarini. Publicada por primera vez en Amberes y Ámsterdam en 1694, la obra resultó lo suficientemente popular como para ser reimpresa en varias ediciones. Estaba dedicado a Manuel de Belmonte, fundador de De los Floridos, una academia de poesía de la que Correa era miembro.
En su traducción, Correa utiliza diversas formas de verso y métrica, de modo que algunos pasajes están escritos en octava real, mientras que otros adoptan la forma décima o quintilla. Se toma la libertad de ampliar ciertas secciones, ofreciendo paráfrasis e incorporando sus propias ideas y observaciones.
Otra obra atribuida a ella, titulada Varias Poesias, supuestamente fue preparada para su publicación pero nunca impresa. Según se informa, el editor se retractó del acuerdo por más dinero, por lo que esto fue comprado en el tribunal de sesiones y luego publicado.

## Publicaciones
- El pastor Fido, poema de Baptista Guarino, traducido de Italiano en metro español, y ilustrado con reflexiones. Ámsterdam: Juan Ravenstein. 1694.

## Lectura adicional
- Hernández-Pecoraro, Rosilie (2003). «Isabel Correa’s Transformative Translation of Guarini's Il Pastor Fido».  En Cruz, Anne J.; Hernández-Pecoraro, Rosilie; Tolliver, Joyce, eds. Disciplines on the Line: Feminist Research on Spanish, Latin American, and US Latina Women. Newark: Juan de la Cuesta. pp. 125-144.
- Hernández-Pecoraro, Rosilie (2005). «Cristóbal Suárez de Figueroa and Isabel Correa: competing translators of Battista Guarini's Il Pastor Fido». Romance Notes 46 (1): 97-105.
- López Estrada, Francisco (1993). «Isabel Correa, escritora sefardí del Amsterdam barroco». La Torre 7 (26): 123-146.
- Vidorreta, Almudena (2017). «Poesía amorosa de una erudita del XVII: traducción y creación en El Pastor Fido de Isabel Correa». Revista de Filología Española 97 (1): 175-203. ISSN 1988-8538. doi:10.3989/rfe.2017.07.

- Datos: Q2107351